# 亚历山大·科尔杜诺夫
亚历山大·伊万诺维奇·科尔杜诺夫（俄语：Александр Иванович Колдунов；1923年9月20日—1992年6月7日）是苏联军事将领，空军主帅（1984年），两次荣获苏联英雄称号。

## 生涯
1923年9月20日生于斯摩棱斯克州莫希诺沃村的一个俄罗斯人家庭，1931年随家人搬到莫斯科州。1941年2月参加苏联红军。1943年毕业于卡恰军事航空飞行员学校，并被派往第8预备役航空团服役。
1943年5月，科尔杜诺夫被转移到第866航空兵团，并被部署到了苏德战争前线。1944年加入联共（布）。
截至1944年5月22日，他累计击落15架次敌机，获得蘇聯英雄荣誉称号提名，1944年8月2日被正式授予该称号。
1944年11月7日，他在尼什空战期间误击落了美国盟军第82战斗机集团的3架P-38閃電式戰鬥機。他为此保护了遭美空军报复的苏联地面部队。虽然关于美国和苏联伤亡人数的说法差异很大，但可以肯定的是，格里戈里·科托夫陆军中将在美军轰炸中身亡。
到战争结束时，他累计完成战斗出动412次，参加了96次空中交战，单独击落敌机46架。1945年6月12日再次被提名苏联英雄称号，但直到1948年2月23日才被正式授予。

## 战后
战后时期，科尔杜诺夫曾在歼击航空兵团任职。1970年11月转任莫斯科防空区司令。1972年晋升空军上将军衔。1975年12月起任国土防空军第一副总司令。1977年晋升为空军元帅军衔，1978年接替辞职的巴季茨基担任苏联国防部副部长兼国土防空军总司令。1984年晋升为空军主帅军衔。
1987年5月28日，发生红场事件。西德青年鲁斯特驾驶一架轻型飞机，越过了苏联防御边境，在莫斯科红场成功降落。科尔杜诺夫对此事件负有重要责任而被撤职。他于1992年6月7日去世，被安葬在莫斯科新圣女公墓。
他是苏联第九至十一届最高苏维埃代表。获列寧勳章3枚，紅旗勳章6枚，一级衛國戰爭勳章2枚，亚历山大·涅夫斯基勋章、红星勋章和三级在苏联武装力量中为祖国服务勋章各1枚，奖章及外国勋章多枚。

## 脚注
1. 1 2  Simonov.
2. ↑  Simonov & Bodrikhin 2017，第155頁.
3. 1 2 3  Simonov & Bodrikhin 2017，第156頁.
4. ↑  Boyne 2002，第353頁.
5. ↑  Wolf 2001，第288頁.
6. ↑  Tillman 2014，第112-115頁.
7. ↑  Simonov & Bodrikhin 2017，第157頁.
8. 1 2  Simonov & Bodrikhin 2017，第158頁.
9. ↑  苏成 1987，第22頁.